# Саргатская культура
Сарга́тская культу́ра — археологическая культура, существовавшая с VII—VI веков до н. э. по III—V века н. э. в лесостепной зоне Зауралья и Западной Сибири, вдоль крупных рек — Иртыша, Ишима, Тобола, по среднему течению Оми и в низовьях Исети. Самые северные памятники саргатской культуры открыты на широте Тобольска, на границе лесной зоны. На юге ареал культуры совпадает с южной границей лесостепи. В восточных предгорьях Урала на западе и в Барабинской лесостепи на востоке также были найдены саргатские поселения и могильники.
Раннехорезмийские надписи, начертанные буквами арамейского письма, обнаружены на двух серебряных фиалах из погребения 6 (курган 3) в могильнике Исаковка 1 (III—II века до н. э.) близ Исаковки (Омская область).

## История открытия

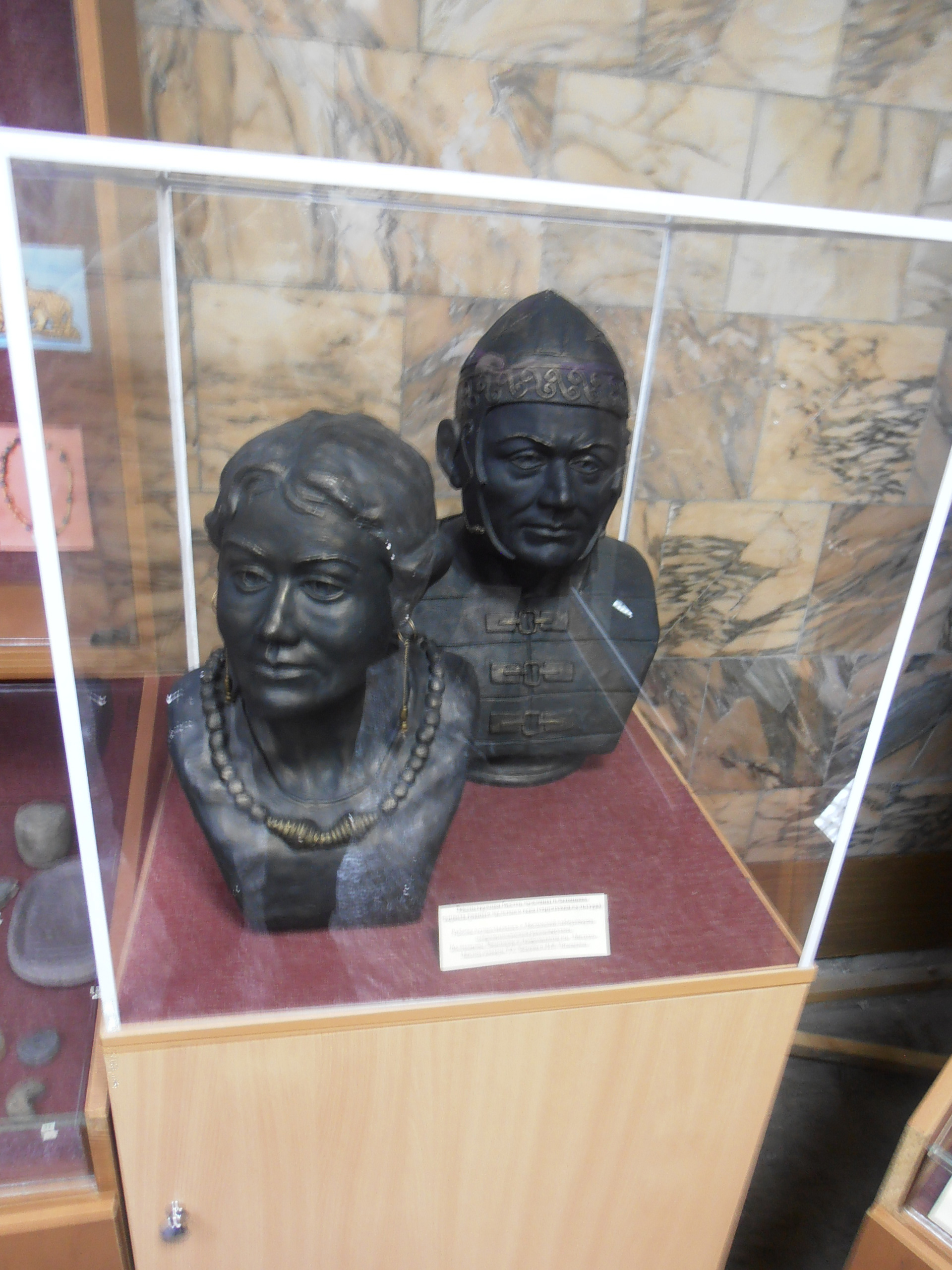
Реконструкция бюстов носителей саргатской культуры. Экспонат Музея археологии и этнографии ТюмГУ

Начало научных исследований саргатских древностей связано с именами учёных-археологов П. А. Дмитриева, В. Н. Чернецова и В. П. Левашёвой. Они по сути и стали первооткрывателями археологической культуры, за которой в настоящее время закрепилось название «саргатская». Название дано по могильнику у села Саргатское в Омской области, раскопанному впервые В. П. Левашёвой в 1927—1928 годах.
П. А. Дмитриев в 1929 году отметил возможность объединить в одну группу курганные захоронения Притоболья, Приишимья, Среднего Прииртышья и Барабы, где преобладает северная ориентировка покойников и находится приблизительно одинаковый могильный инвентарь.
Предположение П. А. Дмитриева было развито В. Н. Чернецовым. Ему принадлежит мысль о выделении курганов типа коконовских и саргатских в особую культуру, носителями которой, по его мнению, были угорские племена.
Результатом саргатской инвазии в Прикамье стало формирование неволинской (угорской) культуры.

## Палеогенетика
Генофонд мтДНК саргатского населения Барабинской лесостепи также характеризуется смешанной структурой и включает варианты западно-евразийских и восточно-евразийских гаплогрупп. У представителей саргатской культуры определены митохондриальные гаплогруппы A, C, T1, Z, B4a, N1a1a1a, U5a1, H, H8, C4a2c1. У пяти индивидов определена Y-хромосомная гаплогруппа N1a1, у двух — Y-хромосомная гаплогруппа R1a1. Также выявили Y хромосомные гаплогруппы Q1 и R1b. По митохондриальной ДНК саргатской популяции Барабы отличается от сарматов больше, чем некоторые южносибирские группы, такие как популяция тагарской культуры из Минусинской котловины. Доля восточно-евразийских компонентов у саргатской популяции Барабы ближе к показателям некоторых скифо-сибирских групп Южной Сибири, чем к показателям сарматов.

## Археологические памятники
- Ингальская долина
- Могильники и курганы Абатского района